# ハリー・ポッターとアズバカンの囚人
もしかして
- ハリー・ポッターとアズカバンの囚人

ではありませんか？